# 头花香苦草
头花香苦草（学名：Hyptis rhomboides），又名白冇骨消，为唇形科香苦草属下的一个种。

## 扩展阅读
- 維基物種上的相關：头花香苦草